# Kneževići (Czarnogóra)
Kneževići (cyr. Кнежевићи) – wieś w Czarnogórze, w gminie Bijelo Polje. W 2011 roku liczyła 123 mieszkańców.